# Claire Fraser
Claire Elizabeth Beauchamp (som tager navnene Randall, Fraser og Grey med tiden) er en opdigtet karakter i Outlander-serien baseret på bogserien af samme navn af den amerikanske forfatter Diana Gabaldon og dens tilpasning til tv. I serien er Claire en gift 2. verdenkrigssygeplejerske på ferie i Skotland i 1945, da hun bliver transporteret tilbage i tiden til år 1743. Her møder hun eventyr, krig og romantik sammen med den flotte skotske højlandskriger Jamie Fraser. Med hjælp af sin klogskab, stædighed og viljestyrke, bruger Claire sin forstand, sine medicinske egenskaber samt viden om fremtiden til at overleve i det 18. århundrede.
Claire spilles af den irske skuespillerinde Caitriona Balfe i Starz' tv-serie Outlander. Balfe vandt en Saturn Award i kategorien Best Actress on Television i 2015 og 2016 samt en People's Choice Award i kategorien Favorite Sci-Fi/Fantasy TV Actress i 2016. Hun modtog også Golden Globe-nomineringer i kategorien Best Actress – Television Series Drama i 2015, 2016, 2017 og 2018.

## Karakter
På ferie i Skotland i 1945 med sin mand, Frank Randall, bliver 2.verdenskrigssygeplejersken Claire Randall transporteret tilbage i tiden til 1743. Her møder hun eventyr, krig og romantik sammen med den flotte skotske højlandskriger Jamie Fraser.
Gabaldon skrev oprindeligt Outlander med henblik på at være strengt historisk fiktion, men efter at have skrevet på Claires karakter i nogle dage, bestemte hun at karakteren ikke skulle opføre sig som en kvinde fra det 18. århundrede. Gabaldon drejede Claire over mod en mere moderne kvinde, hvilket udgjorde optakten til det tidsrejsende element.

## Outlander-bøger
- Den engelske kvinde (1991,  2018)
- Guldsmed i rav ( 1992, 2018)
- Den rejsende (1994,  2018)
- Trommer i det fjerne (1997,  2018)
- Det brændende kors (2001,  2019)
- Et pust af sne og aske (2005,  2020)
- Sangen i knoglerne (2009,  2020)
- Skrevet med mit hjerteblod (2014,  2021)

## Tv-serie
Claire spilles af den irske skuespillerinde Caitriona Balfe i Starz' tv-serie Outlander.

### Priser og nomineringer
Balfe vandt en Saturn Award i kategorien Best Actress on Television i 2015 og 2016, samt en People's Choice Award i kategorien Favorite Sci-Fi/Fantasy TV Actress i 2016. Hun modtog også Golden Globe-nomineringer i kategorien Best Actress – Television Series Drama i 2015, 2016, 2017 og 2018.